# Nybrostrand
Nybrostrand – miejscowość (tätort) w Szwecji, w regionie administracyjnym (län) Skania, w gminie Ystad.
Według danych Szwedzkiego Urzędu Statystycznego liczba ludności wyniosła: 1061 (31 grudnia 2015), 1150 (31 grudnia 2018) i 1210 (31 grudnia 2019).